# Mohamed El Khider
Mohamed Ali El Khider  (ur. 1 stycznia 1985) – sudański piłkarz grający na pozycji obrońcy.

## Kariera klubowa
Piłkarską karierę Eldin Yousif rozpoczął w klubie Al-Merreikh z Omdurmanu. W jego barwach zadebiutował w pierwszej lidze sudańskiej. W 2004 roku został wicemistrzem kraju i osiągnięcie to powtarzał ze swoim klubem do 2007 roku. W latach 2005–2007 wywalczył Puchar Sudanu. Na początku 2008 roku przeszedł do rywala zza miedzy, Al-Hilal.

## Kariera reprezentacyjna
W reprezentacji Sudanu El Khider zadebiutował w 2005 roku. W 2008 roku został powołany przez selekcjonera Mohameda Abdallaha do kadry na Puchar Narodów Afryki 2008.